# إنريكي فيرا إيبانيز
إنريكي فيرا إيبانيز (بالإسبانية: Enrique Vera)‏ هو منافس ألعاب قوى مكسيكي، ولد في 31 مايو 1954.

## وصلات خارجية
- إنريكي فيرا إيبانيز على موقع الاتحاد الدولي لألعاب القوى (الإنجليزية)